# Simulator social
Jocurile de simulare socială sunt un subgen al simulatoarelor de viață care explorează interacțiuni sociale între viața artificială. Câteva exemple includ seriile The Sims și Animal Crossing.

## Istoric

### Influențe și origini
Când The Sims a fost lansat în anul 2000, a fost descris ca fiind „aproape singurul joc de acest tip”. Totuși, există câțiva precursori importanți ai jocului The Sims și ai genului de simulare socială. În primul rând, creatorul jocului, Will Wright, a recunoscut influența jocului Little Computer People, un joc lansat pentru Commodore 64 în 1985. Cele două jocuri sunt similare, deși The Sims oferă o experiență de joc mai complexă. De asemenea, Wright a menționat că a fost influențat de casuțele pentru păpuși, care au inspirat în general gameplay-ul genului.
Animal Crossing a fost lansat în 2001 pentru Nintendo 64 în Japonia. Deși a apărut spre finalul ciclului de viață al consolei, a câștigat suficientă popularitate încât să fie portat pe GameCube și lansat internațional. Odată cu creșterea popularității, seria Animal Crossing a fost, de asemenea, descrisă ca un joc de simulare socială. Story of Seasons, o serie începută în 1996 și adesea comparată cu Animal Crossing, este și ea considerată parte a genului de simulare socială. Elementele sale sociale sunt inspirate din simulatoarele de întâlniri, un subgen care datează din anii 1980, cu titluri precum Tenshitachi no gogo din 1985 și Girl’s Garden din 1984.
Odată cu succesul inițial al acestor jocuri în anii 2000, jurnaliștii din industria jocurilor video au început să se refere la un grup de jocuri similare ca aparținând genului social simulation game.

### Istorie recentă
Mai multe jocuri de simulare socială au apărut pentru a valorifica succesul seriei The Sims. Aceasta include numeroase sequel-uri și pachete de expansiune, precum și jocuri inspirate, cum ar fi Singles: Flirt Up Your Life, care prezintă multe asemănări evidente cu The Sims.

## Tipuri

### Simulator de fermă
Un simulator de fermă este un tip specific de joc de simulare socială, în care jucătorul are grijă de o fermă în timp ce interacționează cu locuitorii orașului sau satului. Există o legătură directă între jocurile timpurii precum Harvest Moon (1996) și titluri mai recente ca Stardew Valley (2016). Alte jocuri, precum seria Rune Factory și Harvestella (2022), adaugă o tentă fantastică genului, iar unele, cum ar fi Lightyear Frontier, introduc o estetică sci-fi. Actualizarea 2.0 al jocului Animal Crossing: New Horizons (2020) a adăugat posibilitatea de a crea o fermă și de a cultiva produse agricole.